# Bürgermeister von Memphis
Der Bürgermeister von Memphis war einer der wichtigsten lokalen Beamten des altägyptischen Neuen Reiches. Memphis war schon seit der 18. Dynastie wieder Verwaltungssitz Ägyptens und somit eine der wichtigsten Städte des Landes.
Seit dem Neuen Reich zählte zu einer der Hauptaufgaben des Bürgermeisters auch die Leitung des umliegenden Gaues Inbu-hedj.
Die folgende Liste weist mit Sicherheit zahlreiche Lücken auf. Der Titel „Bürgermeister von Memphis“ tritt in verschiedenen Varianten auf und es ist nicht sicher, ob dies unterschiedliche Funktionen der Amtsträger widerspiegelt oder ob dies nur spielerische Varianten sind.

## Neues Reich
| Name        | Datierung              | Bemerkungen                                                                            |
| ----------- | ---------------------- | -------------------------------------------------------------------------------------- |
| Humes       | Thutmosis III.         |                                                                                        |
| Mencheper   |                        | Ist in Theben bestattet worden.                                                        |
| Kenamun     | Amenophis II.          |                                                                                        |
| Heby        | Amenophis III.         | Er war Vater des Wesirs Ramose und des „Obervermögensverwalters in Memphis“ Amenhotep. |
| Herunefer   |                        |                                                                                        |
| Beschau     | Echnaton               |                                                                                        |
| Sakeh       | Tutanchamun – Haremhab |                                                                                        |
| Neferhotep  | Sethos I.              |                                                                                        |
| Ptahmose    | Ramses II.             |                                                                                        |
| Amenhotep   | Ramses II.             |                                                                                        |
| Tel         |                        |                                                                                        |
| Ramsesemhab |                        | nennt sich „Großer Bürgermeister von Memphis“                                          |